# Le Stade de Wimbledon (film)
Vous lisez un « bon article » labellisé en 2013.
Pour le roman de Daniele Del Giudice, voir Le Stade de Wimbledon (roman).
Pour plus de détails, voir Fiche technique et Distribution.
Le Stade de Wimbledon est un film français réalisé par Mathieu Amalric présenté en août 2001 lors du festival du film de Locarno suivi d'une sortie généralisée le 13 février 2002 en France. Second long-métrage du réalisateur, il s'agit d'une fidèle adaptation du roman homonyme de l'écrivain italien Daniele Del Giudice, publié en 1983, qui, contrairement à ce que son titre suggère, est l'histoire d'une quête personnelle et littéraire dans la ville frontalière de Trieste en Italie. Le film est principalement interprété par l'actrice Jeanne Balibar qui en est également la narratrice.
Bien reçue par la critique, cette œuvre, à l'esthétique et au rythme très particuliers, permet à Mathieu Amalric d'être également considéré par la profession et par le public comme un réalisateur à part entière du cinéma d'auteur français, et non pas uniquement comme l'un de ses principaux acteurs. La sélection du film dans la liste finale des neuf films retenus en 2002 pour le prix Louis-Delluc constitue l'un des éléments de cette reconnaissance.

## Synopsis
Dans les rues de Trieste en Italie, une jeune femme part à la recherche d'un écrivain, Bobi Wohler, qui n'a jamais publié de livres de son vivant hormis ses traductions en italien des œuvres de Robert Musil et de Franz Kafka. Cet auteur fantôme serait mort dans les années 1960 et était devenu une figure du milieu littéraire et intellectuel de cette ville frontalière nourrie de la triple influence culturelle de l'empire austro-hongrois du début du siècle, de l'Italie au début de son unité, et de la Yougoslavie d'après-guerre. Bobi Wohler fréquentait Italo Svevo, Eugenio Montale, et James Joyce.
Sur une année entière, elle effectue quatre voyages dans la ville (un par saison) d'une journée chacun, interrogeant pour ses travaux de vieux libraires et des personnes proches de Wohler, dans une quête de plus en plus personnelle et quasi-métaphysique dont les raisons réelles ne sont pas exposées — bien qu'il s'agisse probablement de recherches de nature universitaires. Son voyage se finit à Londres en Angleterre où elle rencontre Ljuba Blumenthal, une ancienne compagne de l'écrivain, à qui elle soumet son travail. Après une rencontre ratée d'un soir dans un pub anglais, elle erre dans les travées désertes du court central du stade de Wimbledon.

## Fiche technique
| - Titre : Le Stade de Wimbledon - Titres à l'international : Wimbledon Stage, El estadio de Wimbledon, O estádio de Wimbledon - Réalisation : Mathieu Amalric (assisté d'Elsa Amiel) - Scénario : Mathieu Amalric et Daniele Del Giudice d'après son roman Le Stade de Wimbledon (1983) - Photographie : Christophe Beaucarne assisté d'Ursula Sigon et Guillaume Deffontaines - Son : Philippe Morel - Montage : François Gédigier, Laurence Briaud, Barbara Bascou - Musique originale : Wimbledon Gates de Grégoire Hetzel (adapté de China Gates (1977) de John Adams) interprété au piano par Jérôme Ducros - Musiques additionnelles : Rodolphe Burger et Thomas Lago (Beauty Mask), Gianmaria Testa (Polvere di gesso), Joseph Haydn (sonate no 58 en ut majeur) - Producteur délégué : Paulo Branco | - Production et distribution : Gémini Films - Budget : environ 3 millions de francs (~ 460 000 euros) - Pays d'origine : France (visa no 98.849) - Genre : drame - Format : 35 mm - 1,85:1 - Dolby SRD - Langue : français, italien, anglais, frioulan, slovène - Durée : 70 minutes - Dates de sorties nationales : - 24 janvier 2002 aux Pays-Bas - 13 février 2002 en France - 8 mars 2002 aux États-Unis - 12 mars 2002 en Argentine - 7 août 2002 en Belgique - 4 octobre 2002 au Portugal - Sortie DVD : 4 juin 2007. En bonus un « post-scriptum » de 18 minutes intitulé Malus |

## Distribution
- Jeanne Balibar : la jeune femme
- Esther Gorintin : Ljuba Blumenthal
- Anna Prucnal : la femme blonde
- Ariella Reggio : la dame de l'hôpital
- Anton Petje : l'homme au vin
- Peter Hudson : le général dans le train
- Claudio Birsa : le libraire Tulio Misan
- Rosa de Riter : la femme brune
- Alexandra Raffa : l'étudiante dans le train
- Paul-Jean Franceschini : l'homme du café
- Elio Delana : l'infirmier
- Duccio Pugliesi : l'étudiant traducteur
- Ariel Haddad : le rabbin
- Giulio Kirchmayr : Israël Israël
- Marko Sosic : Anton, le directeur du conservatoire
- Alessandro Mizzi : le géomètre
- Paul Cuniffe : Mr. Porter, le propriétaire du B&B
- Gail Porter : Ms. Porter, la propriétaire du B&B

## Production

### Scénario

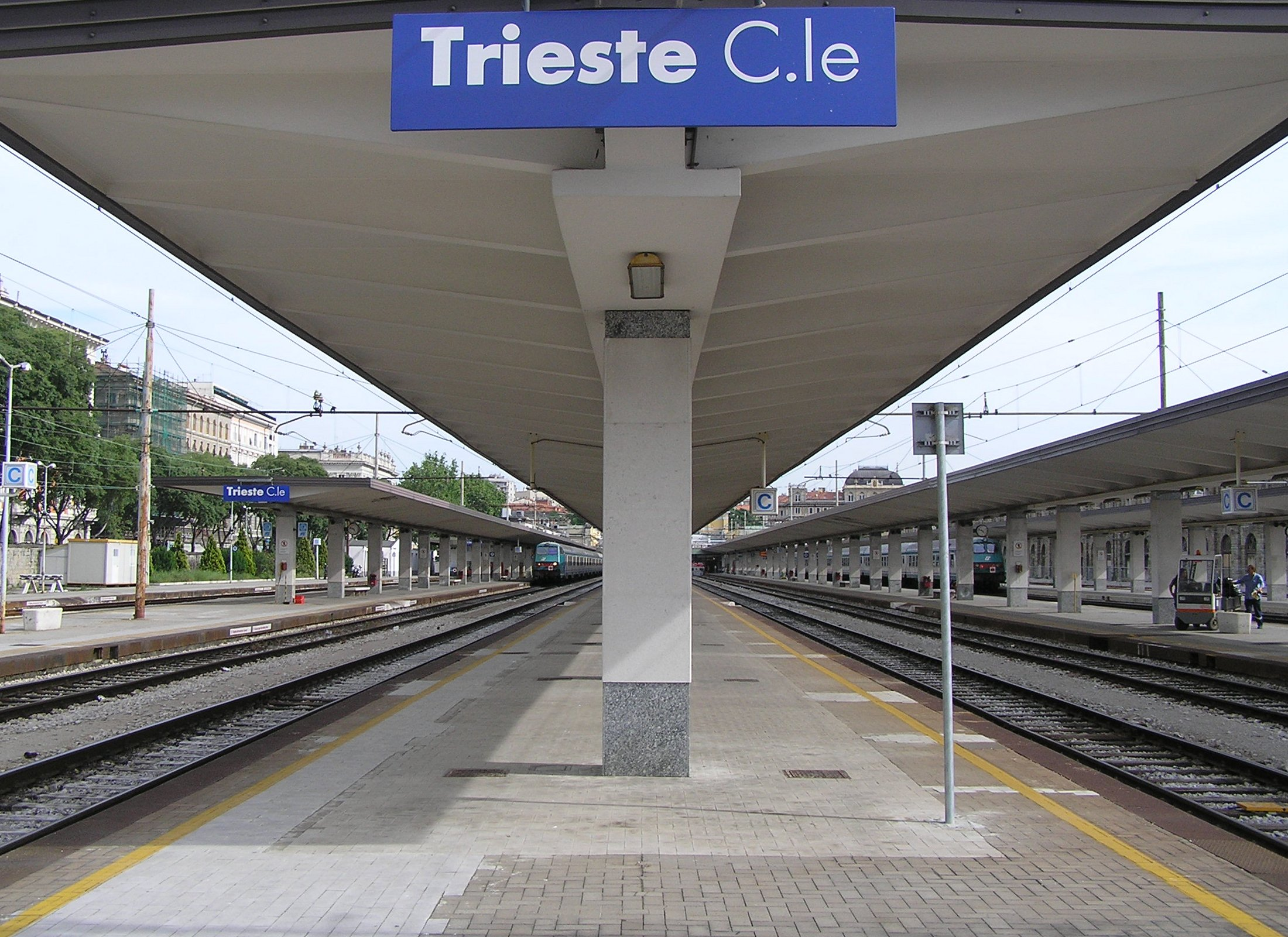
Les arrivées et départs à la gare centrale de Trieste rythment l'œuvre.

Le Stade de Wimbledon est le deuxième long métrage de Mathieu Amalric. C'est une adaptation du roman homonyme de Daniele Del Giudice paru originellement en 1983 — et récompensé notamment du prix Viareggio du premier roman —, mais utilisé en partie dans une traduction originale de Jean-Paul Manganaro réalisée pour le film, dans laquelle il brosse le portrait d'une femme, interprétée par Jeanne Balibar sa compagne d'alors, en quête d'une œuvre et d'un écrivain qui n'a jamais publié de son vivant. Cette thématique, et l'interrogation sur les motivations profondes de la création, ont été inspirées au romancier et au réalisateur par la vie réelle du poète et écrivain triestin Roberto « Bobi » Bazlen (1902-1965) devenu le « Bobi Wohler » du film. Pour Mathieu Amalric, cette recherche poétique, est celle d'un idéal artistique fantasmé et donc forcément inassouvi mais également une volonté de faire une quasi « enquête de Jeanne [Balibar] et de la lumière,. »
Le choix de ce roman serait le fruit du hasard, Mathieu Amalric ayant décidé d'adapter le premier ouvrage venu et tiré au sort. Pour ce faire, il pioche un livre dans la bibliothèque de la maison de campagne d'Étienne et Françoise Balibar, les parents de Jeanne Balibar,, de la même manière que Jean-Yves Dubois, le personnage principal de Mange ta soupe (1997), le faisait dans une scène de son précédent film. Le désir et le défi d'adapter ce roman difficile, sans action et sur une quête impossible, se sont aussi concrétisés dans l'esprit du réalisateur par le fait que Trieste est pour le cinéma « un terrain vierge » sans référence passée, qu'elle est éloignée des clichés et des images sur les villes italiennes. Son utilisation au cinéma autorise dès lors la possibilité de découvertes et suscite plus fortement un imaginaire nourri de la diversité de cette ville frontalière aux influences, langues, et cultures si diverses. Un autre élément important de l'adaptation est le choix du cinéaste de transformer le personnage principal du roman — qui est un homme — en une femme, à la suite d'une suggestion de Jeanne Balibar dite initialement sur le ton de la boutade pour tourner dans le film de son compagnon, et avec l'accord enthousiaste de Daniele Del Giudice.
Le film est produit par Paulo Branco qui, à la demande de Mathieu Amalric, l'autorise à entamer une partie du tournage quasiment à la sauvette, sous prétexte de repérages à Trieste, sans avoir encore bouclé le financement requis ou finalisé l'ensemble du projet. Au total, le budget du film est d'environ 3 millions de francs.

### Tournage et postproduction

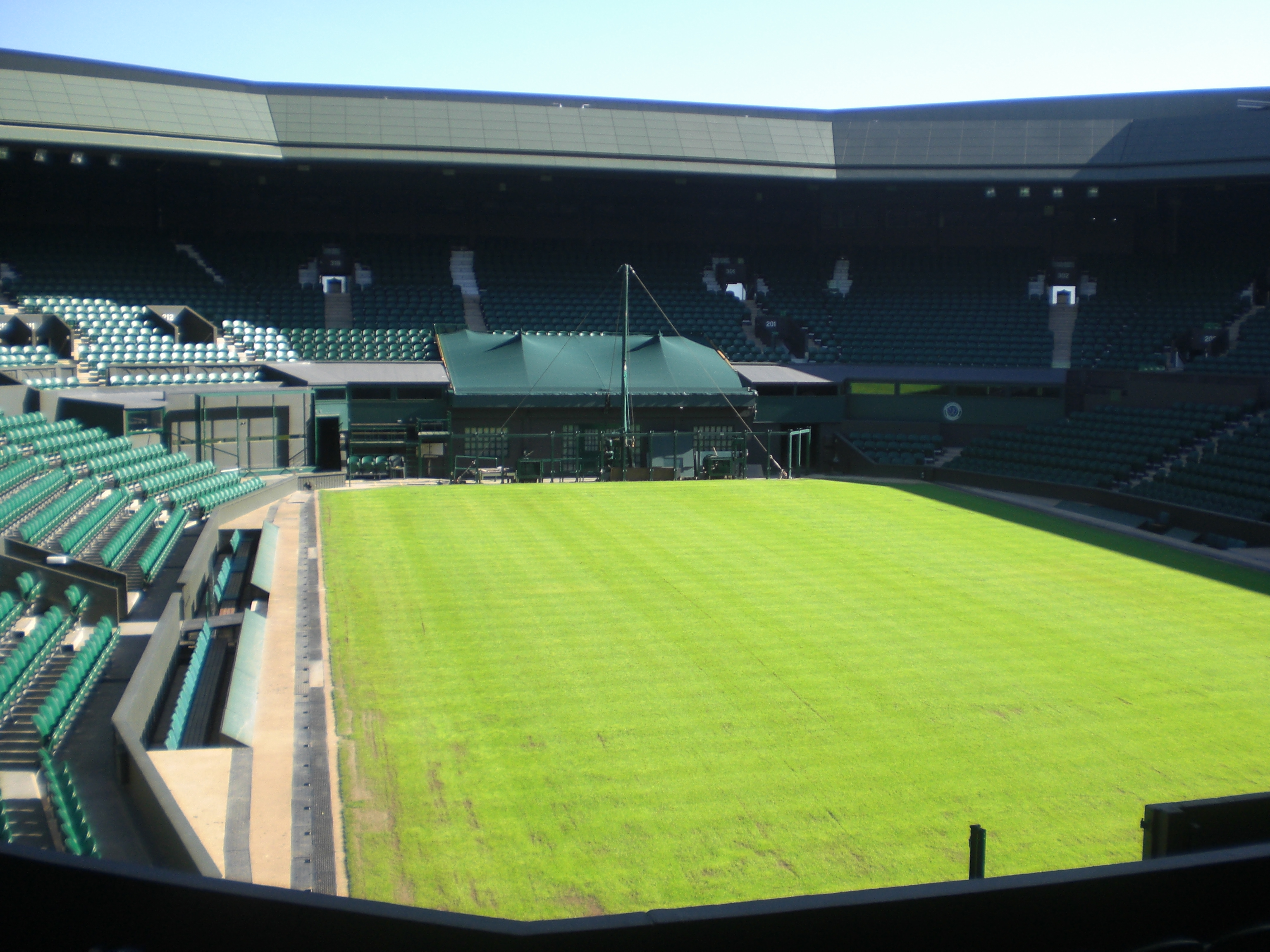
Le court central du All England Club du stade de Wimbledon où se finit le film.

Le tournage s'est effectué principalement dans la ville italienne de Trieste en Frioul-Vénétie Julienne sur une période d'un an et demi, au rythme d'une semaine de tournage par trimestre, pour respecter les saisons évoquées, et dans l'ordre chronologique des principales scènes afin de préserver ces éléments du roman. Un grand nombre de scènes ont été réalisées avec une équipe très limitée de seulement quelques personnes,, selon la lumière et l'humeur du moment sur le tournage, que ce soit celle de Jeanne Balibar ou celle du réalisateur à travers son désir et son regard sur son actrice, sans préparation préalable ni autorisation administrative particulière,. Mathieu Amalric dirige son équipe avec son livre annoté à la main,, et demande ponctuellement par téléphone à Daniele Del Giudice des précisions sur certains passages ou la réalité de certains lieux. Avec Le Stade de Wimbledon le réalisateur déclare : 

« Je voulais atteindre le concentré du cinéma, son noyau. C'était comme une commande passée à moi-même »

— Mathieu Amalric, février 2002
En accord avec son directeur de la photographie Christophe Beaucarne, Mathieu Amalric décide de filmer en 35 mm avec une pellicule à très faible sensibilité, en utilisant la lumière naturelle selon les conditions du moment et sans éclairage artificiel,. Outre les rues et les places, parmi les principaux lieux de la ville utilisés pour le tournage se trouvent la gare centrale de Trieste, la synagogue de la ville, le Caffè San Marco et le Caffè Tommaseo, le restaurant Galleria Fabris, des librairies triestines dont l'Antiquaria Umberto Saba ainsi que la bibliothèque municipale, la plage unisexe de Trieste sur le molo Fratelli Bandiera, le château de Miramare, ainsi que des appartements de personnes ayant réellement connu Roberto Bazlen,. La partie du film se déroulant en Angleterre a été tournée dans les rues et le quartier de Wimbledon à Londres, dont la station de métro Wimbledon Park, ainsi qu'à Streatham pour le B&B, et à Clapham pour la scène du pub. La scène finale du film fut réalisée de manière quasi-volée dans le All England Club accueillant le tournoi de Wimbledon, en raison de l'absence d'autorisation de filmer reçue par la production.
Lors du montage, sont ajoutés les textes en voix-off qui sont essentiellement des extraits lus issus du roman adapté par Jean-Paul Manganaro, ainsi que quelques citations de Roberto Bazlen lui-même. Pour la bande sonore du film, Mathieu Amalric demande à Grégoire Hetzel d'écrire une musique originale que le compositeur intitulera Wimbledon Gates et qui s'inspire directement d'une œuvre de musique minimaliste, China Gates (1977), de John Adams. L'interprétation au piano de la pièce est faite par Jérôme Ducros qui avait déjà joué les passages des Partitas de Bach constituant la bande musicale du précédent film du réalisateur Mange ta soupe (1997).

## Présentations festivalières et sorties nationales
Le Stade de Wimbledon est présenté pour la première fois au public lors du 54e festival international du film de Locarno en Suisse le 12 août 2001 en clôture de la section « Cinéastes du présent », ainsi qu'au festival international du film de Rotterdam le 24 janvier 2002. Il réalise sa sortie généralisée en France sur grand écran le 13 février 2002 avec vingt copies distribuées. Il est ensuite présenté la même année à New York au « Rendez-Vous with French Cinema » le 8 mars et en Argentine au Festival international du film de Mar del Plata le 12 mars.
L'exploitation en salles du film depuis sa sortie en 2002 a été accompagnée de 36 809 entrées en Europe pour l'essentiel réalisées en France avec 34 277 spectateurs.
Le 4 juin 2007, les éditions des Cahiers du cinéma publient le film dans un double DVD de la collection « Deux films de... », accompagné du premier film du cinéaste Mange ta soupe (1997). Le film est complété par un bonus documentaire de 18 minutes, véritable « œuvre à part entière » intitulée Malus, présentant le travail de création autour du film — notes préparatoires, essayages, repérages, et un entretien avec le romancier italien — et une « mésaventure » vécue par Mathieu Amalric lors du montage et du mixage du Stade de Wimbledon.

## Accueil critique
L'adaptation par Mathieu Amalric du roman de Daniele Del Giudice fut jugée convaincante car fidèle à l'esprit du livre. Pour Les Inrocks, Le Stade de Wimbledon est une « œuvre étrange et poétique » avec laquelle le critique cinématographique, enthousiaste, considère que Mathieu Amalric a totalement réussit le « franchissement du redoutable cap du deuxième film, mais aussi [donné] la confirmation d'un véritable regard de cinéaste ». Ce constat est partagé dans le même journal par Serge Kaganski pour qui Amalric n'est plus seulement un acteur mais est devenu un « très bon cinéaste » et qui doit être perçu comme tel « aux yeux du public », ainsi que par les rédactions des Cahiers du cinéma et de Positif pour lesquelles Mathieu Amalric a confirmé avec ce film les espoirs de cinéaste placés sur lui,. Ces deux revues cinématographiques de référence publient des analyses très similaires ; Jean Antoine Gili, spécialiste du cinéma italien à Positif, ajoute que cette œuvre réussit un beau « développement narratif » et le « portrait d'un personnage en creux » sans tomber dans la « pure donnée intellectuelle » grâce à une « concrétisation figurative » qui repose sur la façon de filmer Trieste comme un sujet central « qui sécrète le mystère et l'étrangeté » quand les Cahiers du cinéma concluent de la même manière qu'à la question « comment filmer le vide ? » le réalisateur propose la solution des déplacements permanents dans l'espace et le temps au sein de la ville, où la « pulsation propre » de chaque lieu est dépeinte. Philippe Azoury, premier critique français à avoir commenté le film lors de sa présentation à Locarno, écrit pour sa part dans Libération être « sort[i] de ce voyage plein d'une belle et sombre mélancolie adriatique ». Les Fiches du cinéma dans leur Annuel du cinéma 2003 jugent que ce film est une « quête du soi philosophique et une quête littéraire » servi par une « Jeanne Balibar magnifique, à la fois décidée et rêveuse ». L'ouvrage souligne que la volonté du réalisateur de faire une œuvre sur « le vide et le vertige de la non-créativité décidée » qui aboutit à un film « mobile, physique, mais néanmoins introspectif et contemplatif, au charme puissant » s'enthousiasmant particulièrement pour la « mise en scène rigoureuse » et la « beauté des cadrages et de la lumière ». La revue Télérama voit dans ce film un « surprenant autoportrait du cinéaste en… Jeanne Balibar » indiquant que cette œuvre dévoile du cinéaste cette « sorte d'inadaptation à la réalité pratique, une réticence à habiter le présent immédiat au profit de l'avant ou de l'après ». L'hebdomadaire souligne, dans des termes similaires, le travail du chef opérateur Christophe Beaucarne dont l'« élégance des cadrages et des lumières naturelles », associé à celui du compositeur Grégoire Hetzel, participent à créer un « beau film seul » aux « sensations aiguës ». La maîtrise des plans de l'œuvre a été comparée à celle des films de Michelangelo Antonioni ou de Wim Wenders.
Relativement négatif, le critique de La Dépêche du Midi considère que l'approche du réalisateur qui consiste à faire du « cinéma avec du rien [...] ne suffit pas toujours » aboutissant à du « vide » malgré l'« élégance [et l]'intelligence » de sa façon de filmer. Les mêmes réticences sont exprimées en des termes similaires dans L'Express lors de la sortie en DVD en 2007 qui précise que le film « manque [d']un peu de surprise pour convaincre tout à fait » malgré la présence lumineuse de Jeanne Balibar.
Dans le monde anglo-saxon la critique est partagée. Au Royaume-Uni Le Stade de Wimbledon est bien reçu, qualifié de « film d'idées et d'humeur typiquement européen, qui est une belle, ouverte, et énigmatique fable » rapprochant avec justesse la fin de l'œuvre de celle de Blow-Up (1966) de Michelangelo Antonioni. Lors de sa sortie aux États-Unis en mars 2002 au Festival « Rendez-Vous » du cinéma français du Lincoln Center à New York, la réception est en revanche plus tranchée. D'une part, le critique d'IndieWire s'enthousiasme pour le film qu'il considère comme la « découverte la plus précieuse [du festival], […] petit sur l'intrigue, grand sur les idées » en remarquant tout particulièrement le « style sincère et délicat, l'authentique tendresse […] ou le profond amour pour chacun des personnages, ». À l'opposé Variety considère le film comme « une friandise arty qui semble durer plus que ses maigres 70 minutes » faite pour les festivals de films indépendants, jugeant — dans un grand écart — que la « photographie "peinturesque" est soit inutilement oblique soit captivante et mystérieuse, ».

## Distinction
| Année | Cérémonie ou récompense | Nomination     |
| ----- | ----------------------- | -------------- |
| 2002  | Prix Louis-Delluc       | Meilleur film, |

## Analyse

### «En-quête» de livres

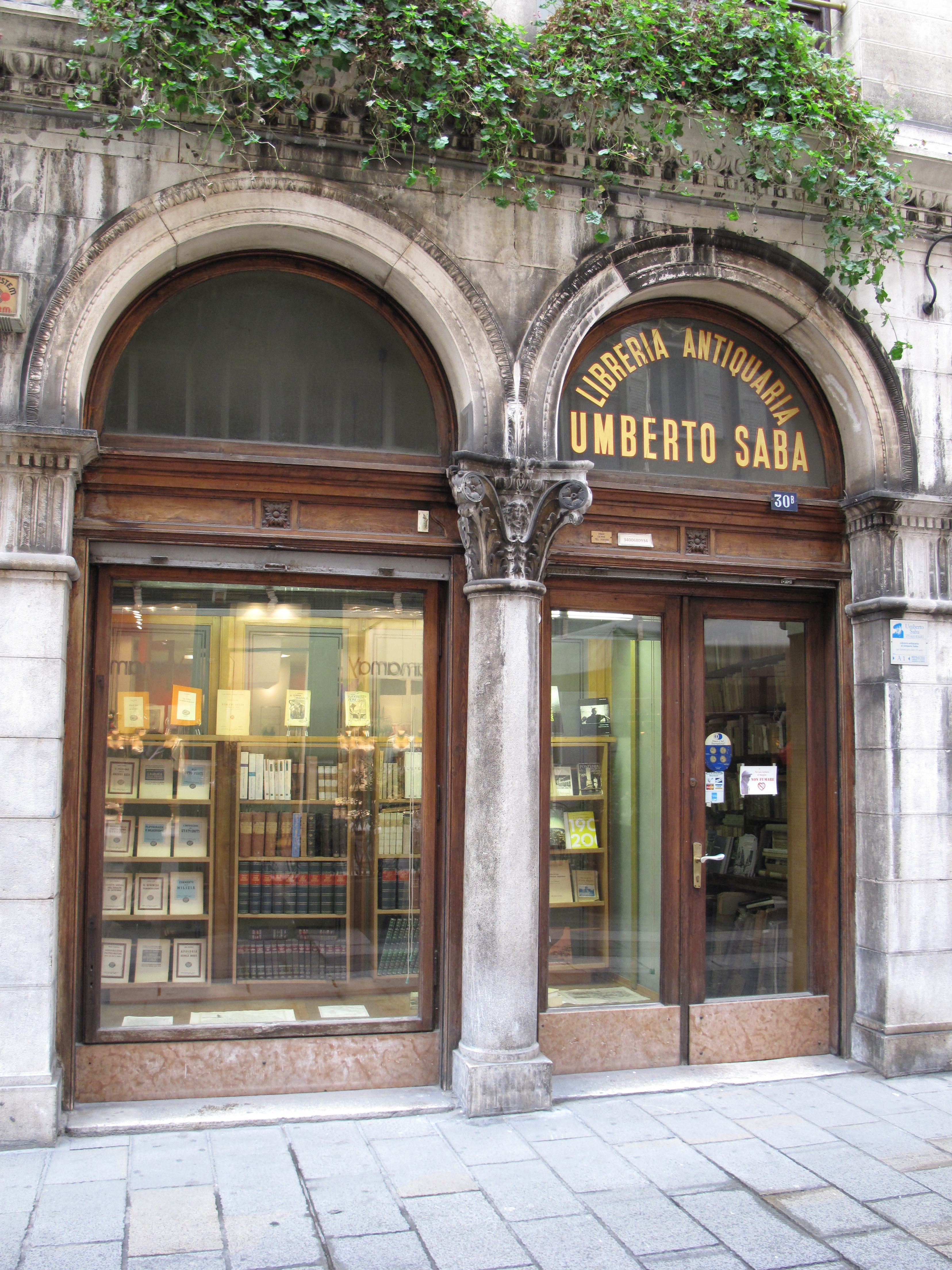
La librairie Umberto Saba, via San Nicolò à Trieste, l'un des lieux littéraires importants d'Italie et un des centres de gravité du film.

Si Le Stade de Wimbledon reste un film d'auto-inspection — qu'une analyse universitaire qualifiera en 2009 d'« autoscopie par procuration » qu'effectue Mathieu Amalric ; analyse confirmée par l'intéressé — dans lequel un auteur s'interroge sur la nécessité et les ressorts de la création littéraire, et plus largement artistique, c'est également de la part du cinéaste un film en négatif de son précédent opus, très autobiographique, intitulé Mange ta soupe et sorti en 1997. De manière opposée, tous deux ont trait aux livres et à leur approche : au trop plein de livres du premier long métrage, allant jusqu'à l'étouffement au sens propre avec l'écroulement d'une bibliothèque et l'enfouissement du personnage principal, succède une absence de livre du second ; à la fuite à tout prix de la caverne-bibliothèque maternelle et l'expulsion physique par tous les moyens des livres de celle-ci, se substitue au contraire dans le second film une quête éperdue de livres inexistants et une « en-quête » sur un écrivain qui n'a pas publié au sein d'une ville paradoxalement fourmillante d'illustres fantômes littéraires ; à un film « en plein » sur la question du souvenir suit un film « en creux » sur la recherche d'une personne disparue,. À cela peut être ajoutée la transformation dans le film du nom de « Bazlen » en « Wohler » qui est fortement signifiante phonétiquement, sans qu'il soit évident de conclure à qui cela se rattache, de l'écrivain Bazlen, du romancier Del Giudice ou du cinéaste Amalric (ou de tous à la fois) tout en notant que ce dernier a souvent déclaré, à son propos, agir comme un « vampire » dans la réalisation de ses films,.
Le cinéaste Arnaud Larrieu propose une analyse dans laquelle il considère que cette œuvre est un « film portrait », mais construit de manière complexe puisqu'il ne se joue pas à deux, en miroir (celui du modèle et de l'artiste qui le dépeint), mais à quatre, mettant en jeu la jeune femme et sa quête d'auteur ainsi que la ville de Trieste et la propre quête du réalisateur,. De plus les magazines Positif ou Télérama font la même analyse en estimant que la transposition de Daniele Del Giudice en Mathieu Amalric et de lui-même en Jeanne Balibar est « fortement productive de sens, ». N'étant pas une seule fois nommée durant l'ensemble du film, tout comme le narrateur-enquêteur ne l'était pas également dans le roman, « Elle » peut d'autant plus incarner plusieurs êtres à la fois, de manière réflective, que sa personne s'efface ainsi encore davantage derrière le sens, la nature, et l'objet de sa quête littéraire. Mis à part une apparente solitude, peut-être même affective, qui entoure l'enquêtrice, aucun élément indicatif de sa vie privée, de son vécu, ou de sa personnalité ne transparait renforçant ainsi encore plus la prééminence de l'objet fondamental du film (la quête) sur le sujet (celle qui la mène). Pour transposer cela dans l'image, Mathieu Amalric impose au spectateur dès le début du film de suivre, à quelques mètres en arrière, l'évolution des différentes étapes de cette recherche en filmant la plupart du temps Jeanne Balibar de dos dans ses déplacements ou dans de longs travellings. Il utilise pour cela les codes cinématographiques du polar : une enquête quasi-policière avec ses comptes-rendus, qu'ils soient écrits ou dits en voix-off ; une transformation du personnage de Bobi Wohler pratiquement en un MacGuffin ; des déambulations dans les rues de la ville, tel un détective vêtu d'imperméables.

### Importance des lieux et de la lumière
Pour aborder ces thèmes, la ville de Trieste, et son passé littéraire particulièrement riche, propose un cadre signifiant utilisé par Daniele Del Giudice au cœur de son roman et totalement conservé par le réalisateur pour son film qui entretient le mystère de la cité, ses « palpitations propres » aux confluences et influences multiples,, marquée par l'histoire de la Mitteleuropa. Cependant, malgré la douceur des lumières et du passage des saisons, le mystère triestin n'est pas dépourvu d'une part d'angoisse qui se manifeste notamment dans la scène de planche à voile en mer, où soudain, la narratrice voit s'ouvrir sous elle un gouffre figuré — et peut-être réflectif de sa vie personnelle, comme l'indique son cri d'angoisse dans la nuit londonienne après une soirée ratée dans un pub — qui marque un point d'orgue avec l'état de ses propres recherches et sa confrontation à l'absence de réponses et de raisons totalement satisfaisantes pour expliquer le refus littéraire de Bobi Wohler/Bazlen. Cet état d'inaboutissement, ce stade psychologique fictif qui donna son titre au roman, atteint un paroxysme à la fin de la quête de la narratrice qui se retrouve face à la vacuité du court central de tennis de Wimbledon (et seule face à elle-même) où même les lignes du terrain de jeu sont absentes, telle une page totalement vierge, à écrire ou jamais écrite. Jean-Paul Manganaro, dans une étude parue en 2001, souligne cette constance de l'« empêchement, du ratage, et de l'inachèvement » dans l'œuvre de Daniele Del Giudice qui est marquée par l'« errance, le vagabondage d[e la] narrat[rice] dans sa propre histoire » au sein des recherches qu'elle a entreprises — qui apportent plus de questions que de réponses et dont le sujet, Bazlen, se « vanifie » à mesure que celles-ci progressent — et par le « fractionnement » des espaces, que ce soit le lieu ou le voyage, en espaces plus petits.
Dans de nombreux entretiens, Mathieu Amalric indique également l'importance qu'ont eu pour lui les lumières naturelles sur la ville au moment du tournage,,. Mis à part quelques repérages préalables pour certaines scènes où jouent sur les murs les reflets du soleil (dans les cafés), l'essentiel a été de « choper la photogénie du monde » au moment où celle-ci se présentait lors des déambulations dans les rues, sur les plages, et dans les lieux de Trieste. La lumière devient donc l'une des stratégies du réalisateur pour « filmer le vide » c'est-à-dire l'absence de livres, d'écrivain, et d'histoire, utilisant ainsi pleinement la spécificité du cinéma vis-à-vis de la littérature.